# Sertularella
Sertularella är ett släkte av nässeldjur som beskrevs av John Edward Gray 1848. Sertularella ingår i familjen Sertulariidae.

## Dottertaxa tillSertularella, i alfabetisk ordning[1][2]
- Sertularella acutidentata
- Sertularella africana
- Sertularella agulhenis
- Sertularella albida
- Sertularella ampullacea
- Sertularella anguina
- Sertularella annulata
- Sertularella antarctica
- Sertularella arbuscula
- Sertularella areyi
- Sertularella argentina
- Sertularella avrilia
- Sertularella billardi
- Sertularella bipectinata
- Sertularella blanconae
- Sertularella brandti
- Sertularella capensis
- Sertularella catena
- Sertularella clarki
- Sertularella clausa
- Sertularella complexa
- Sertularella conella
- Sertularella congregata
- Sertularella conica
- Sertularella costata
- Sertularella crassa
- Sertularella crassicaulis
- Sertularella crassiuscula
- Sertularella craticula
- Sertularella crenulata
- Sertularella cruzensis
- Sertularella cubica
- Sertularella cylindritheca
- Sertularella decipiens
- Sertularella diaphana
- Sertularella dubia
- Sertularella ellisii
- Sertularella erecta
- Sertularella erratum
- Sertularella exigua
- Sertularella exilis
- Sertularella flabellum
- Sertularella fuegonensis
- Sertularella fusoides
- Sertularella gaudichaudi
- Sertularella gayi
- Sertularella geniculata
- Sertularella geodiae
- Sertularella gigantea
- Sertularella gilchristi
- Sertularella goliathus
- Sertularella helenae
- Sertularella hermanosensis
- Sertularella humilis
- Sertularella implexa
- Sertularella inabai
- Sertularella inconstans
- Sertularella integra
- Sertularella intricata
- Sertularella japonica
- Sertularella jorgensis
- Sertularella keiensis
- Sertularella lagena
- Sertularella lagenoides
- Sertularella leiocarpa
- Sertularella leiocarpoides
- Sertularella levigata
- Sertularella magna
- Sertularella mediterranea
- Sertularella megastoma
- Sertularella megista
- Sertularella microtheca
- Sertularella minuscula
- Sertularella mirabilis
- Sertularella miurensis
- Sertularella mutsuensis
- Sertularella nana
- Sertularella natalensis
- Sertularella novaecaledoniae
- Sertularella nuttingi
- Sertularella ornata
- Sertularella paessleri
- Sertularella parvula
- Sertularella patagonica
- Sertularella paucicostata
- Sertularella pellucida
- Sertularella picta
- Sertularella pinnata
- Sertularella polyzonias
- Sertularella producta
- Sertularella pseudocostata
- Sertularella pulchra
- Sertularella quadrata
- Sertularella quadridens
- Sertularella quadrifida
- Sertularella quinquelaminata
- Sertularella ramosa
- Sertularella richardsoni
- Sertularella robusta
- Sertularella robustoides
- Sertularella rugosa
- Sertularella sagamina
- Sertularella sanmatiasensis
- Sertularella similis
- Sertularella simplex
- Sertularella sinensis
- Sertularella spinosa
- Sertularella spirifera
- Sertularella stolonifera
- Sertularella striata
- Sertularella tanneri
- Sertularella tasmanica
- Sertularella tenella
- Sertularella thecocarpa
- Sertularella tilesii
- Sertularella tongensis
- Sertularella tricincta
- Sertularella tridentata
- Sertularella undulitheca
- Sertularella unituba
- Sertularella uruguayensis
- Sertularella valdiviae
- Sertularella wallacei
- Sertularella whitei
- Sertularella xantha
- Sertularella zenkevitchi